# Auletomacer disruptus
Auletomacer disruptus là một loài bọ cánh cứng trong họ Nemonychidae. Loài này được Zherichin miêu tả khoa học đầu tiên năm 1993.